# Santiago del Arrabal (Salamanca)

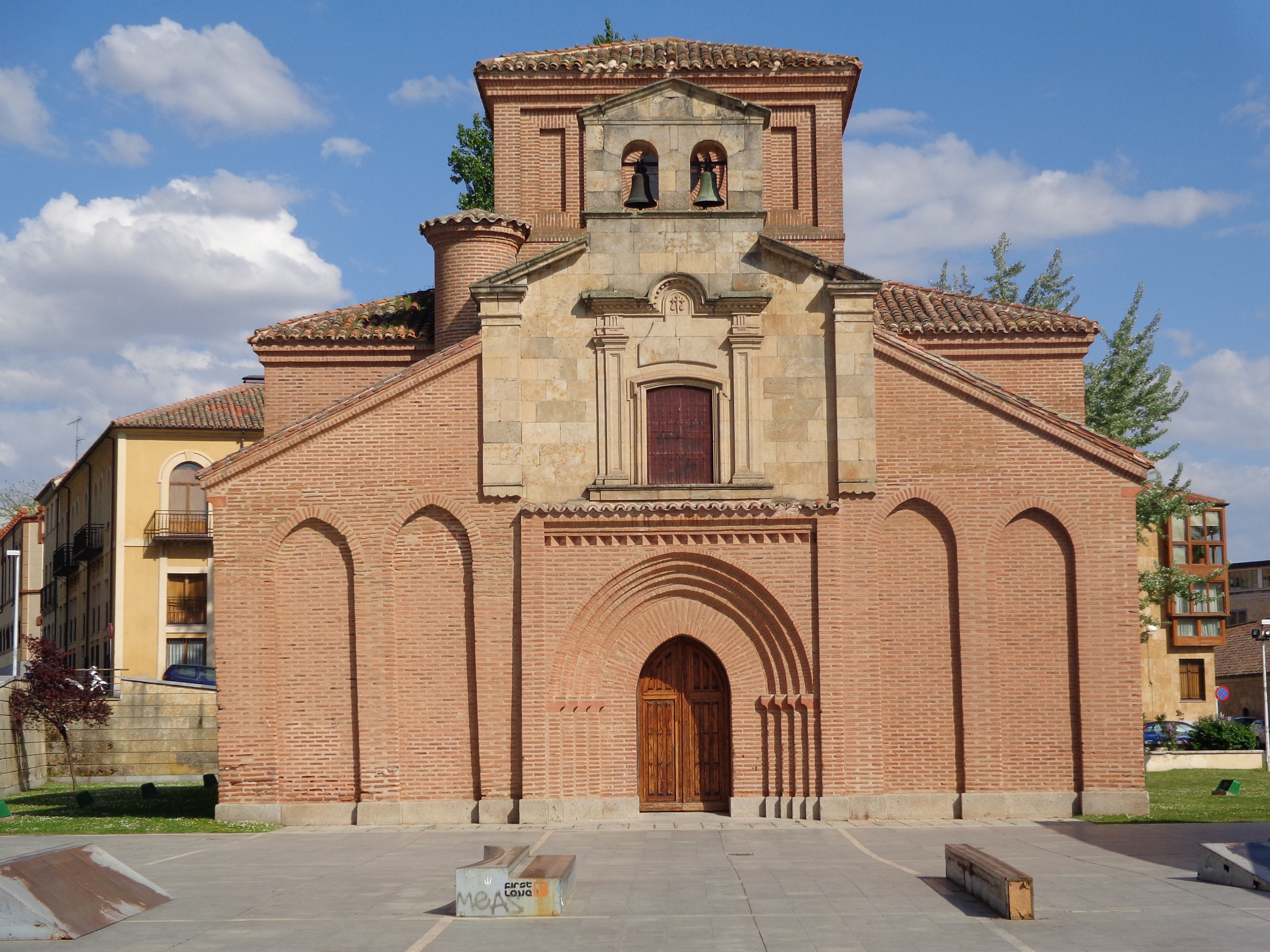
Iglesia de Santiago del Arrabal, Salamanca

Die Kirche Santiago del Arrabal in Salamanca ist ein seltenes Beispiel des Mudéjar-Stils in der Provinz Salamanca im Nordwesten Spaniens. Die Kirche ist dem Apostel Jakobus geweiht, dem Schutzpatron der Reconquista.

## Lage
Die Kirche befindet sich außerhalb der ehemaligen Stadtmauern von Salamanca nahe der Römerbrücke über den Río Tormes, neben der das Denkmal von Lazarillo de Tormes steht.

## Geschichte
Eine erstmalige urkundliche Erwähnung der Kirche stammt aus dem Jahr 1145; ob es sich dabei jedoch um denselben Bau handelt, ist unsicher. Doch bereits damals wird sie als Kirche der Mozaraber bezeichnet, deren Integration in die Bürgerschaft offensichtlich schwierig erschien, so dass sie ihre Kirche außerhalb der Stadtmauern errichten mussten. Im 18. Jahrhundert wurde das Kircheninnere vollständig barockisiert; äußerlich war davon nur der obere Mittelteil der Westfassade mit dem Glockengiebel (espadaña) betroffen. In den Jahren 1951 bis 1965 fand eine umfassende Restaurierung der verputzten, aber nahezu verfallenen Kirche statt, bei der allerdings auch Bauteile und Wanddekor hinzuerfunden wurden – wie beispielsweise das Querhaus und der Vierungsturm.

## Architektur
Die Kirche ist – mit Ausnahme des später hinzugefügten oberen Mittelteils der Westfassade – vollständig aus Ziegelsteinen errichtet. Die Techniken des Brennens und des dekorativen Vermauerns von Backsteinen waren im Norden der Iberischen Halbinsel zwar schon von den Römern verwendet worden, doch waren sie in der Folgezeit in Vergessenheit geraten, bis sie in den Jahren der Rückeroberung (reconquista) Andalusiens durch wandernde Handwerker wieder in den Norden vordrang. Vor allem in Toledo, später dann auch in Zamora, Toro und Sahagún entstanden bedeutende Kirchenbauten aus Ziegelsteinen im Mudéjar-Stil.

### Außenbau

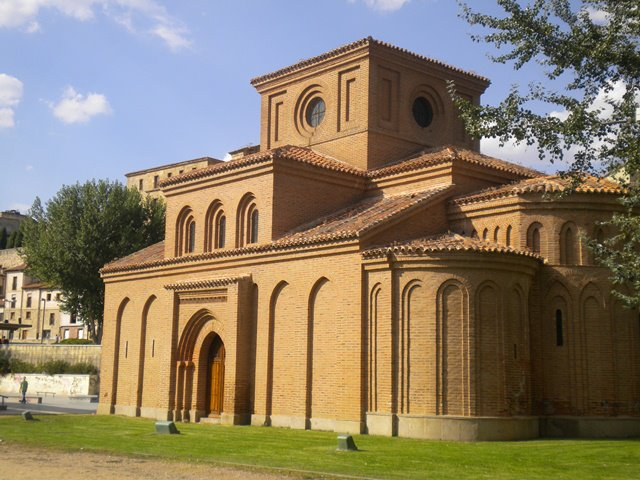
Iglesia de Santiago del Arrabal von Südosten

Die Kirche hat zwei geringfügig aus der Wandflucht hervortretende Portale – eines im Westen und das andere auf der Südseite. Beide sind als mehrbogige Archivoltenportale ausgebildet und verfügen über seitliche Gewände. Über den Portalen befinden sich Friese mit Zahnschnittmustern. Die seitlichen fensterlosen Blendbögen sind jeweils nur einfach ausgeführt, zeigen aber Ansätze von Anspitzungen im Bogenscheitel. Das Wanddekor der drei Apsiden ist deutlich reichhaltiger – hier finden sich doppelte Blendbögen und an der optisch zweigeschossigen Mittelapsis sogar Bogenüberschneidungen, die deutliche Spitzbögen zur Folge haben.
Oberhalb des Südportals und spiegelbildlich auch in der Mitte der Nordseite ist der Bau erhöht, wodurch sich architektonisch ein Querhaus ergibt, welches wiederum von einem gedrungenen Vierungsturm mit Rundfenstern überhöht wird. Insgesamt hat die Kirche den Grundriss eines Griechischen Kreuzes und unterscheidet sich somit von den üblichen Kirchenbauten auf der Basis eines Lateinischen Kreuzes.

### Inneres
Das barockisierte Innere der Kirche ist dreischiffig und empfängt sein Licht seit der umfassenden Restaurierung des Bauwerks hauptsächlich über die Fenster im Querhaus und in der erhöhten Vierung. Die schmalen Apsisfenster lassen nur wenig Licht in den Raum.